# Бреверде
Бреверде (њем. Brevörde) општина је у њемачкој савезној држави Доња Саксонија. Једно је од 32 општинска средишта округа Холцминден. Према процјени из 2010. у општини је живјело 757 становника. Посједује регионалну шифру (AGS) 3255005.

## Географски и демографски подаци
Бреверде се налази у савезној држави Доња Саксонија у округу Холцминден. Општина се налази на надморској висини од 97 метара. Површина општине износи 13,6 km². У самом мјесту је, према процјени из 2010. године, живјело 757 становника. Просјечна густина становништва износи 56 становника/km².